# Scotopteryx cinnamonea
Scotopteryx cinnamonea là một loài bướm đêm trong họ Geometridae.